# ویکتوریا پرینسیپال
ویکتوریا پرینسیپال (انگلیسی: Victoria Principal؛ زادهٔ ۳ ژانویهٔ ۱۹۵۰) یک هنرپیشه و مانکن اهل ایالات متحده آمریکا است.
وی بازیگر فیلم‌هایی همچون زمین‌لرزه، من می‌خواهم، قصر لذت، دالاس (۸۷-۱۹۷۸) و مرد خانواده (صداپیشه) بوده است.